# Arenivaga erratica
Arenivaga erratica är en kackerlacksart som först beskrevs av Rehn, J. A. G. 1903.  Arenivaga erratica ingår i släktet Arenivaga och familjen Polyphagidae. Inga underarter finns listade i Catalogue of Life.